# Симаков, Кирилл Сергеевич
Кири́лл Серге́евич Симако́в (род. 5 марта 1988) — российский легкоатлет, специалист по бегу на средние дистанции. Выступал за сборную России по лёгкой атлетике в 2000-х годах, победитель и призёр первенств всероссийского значения, участник Универсиады в Казани. Представлял Московскую и Ярославскую области. Мастер спорта России.

## Биография
Кирилл Симаков родился 5 марта 1988 года.
Занимался лёгкой атлетикой в городе Щёлково Московской области. Тренеры — В. А. Божко, Т. Г. Гойшик, Н. А. Бордукова.
В 2009 году с командой Московской области выиграл бронзовую медаль в эстафете 800 + 400 + 200 + 100 метров на чемпионате России по эстафетному бегу в Сочи. Также в этом сезоне в беге на 800 метров финишировал четвёртым на зимнем чемпионате России в Москве и одержал победу на первенстве Москвы среди молодёжи.
В 2013 году на зимнем чемпионате России в Москве стал серебряным призёром в беге на 800 метров, уступив только Ивану Нестерову. Будучи студентом, представлял страну на домашней Универсиаде в Казани, где в той же дисциплине остановился на стадии полуфиналов.
В 2014 году на 800-метровой дистанции был пятым на зимнем чемпионате России в Москве и восьмым на летнем чемпионате России в Казани.
В 2017 году на чемпионате России по эстафетному бегу в Адлере завоевал серебряные награды в эстафетах 4 × 800 и 4 × 1500 метров.